# حي القدس الرياضي
حي القدس الرياضي (بالإنجليزية: Jerusalem Sports Quarter)‏ هو مجمع منشآت رياضية يقع في حي مالحة جنوب غرب القدس، في فلسطين المحتلة.
يتكون المجمع من أماكن رئيسية بالإضافة إلى مرافق رياضية، استجمام، ووسائل ترفيهية إضافية.

## الأماكن

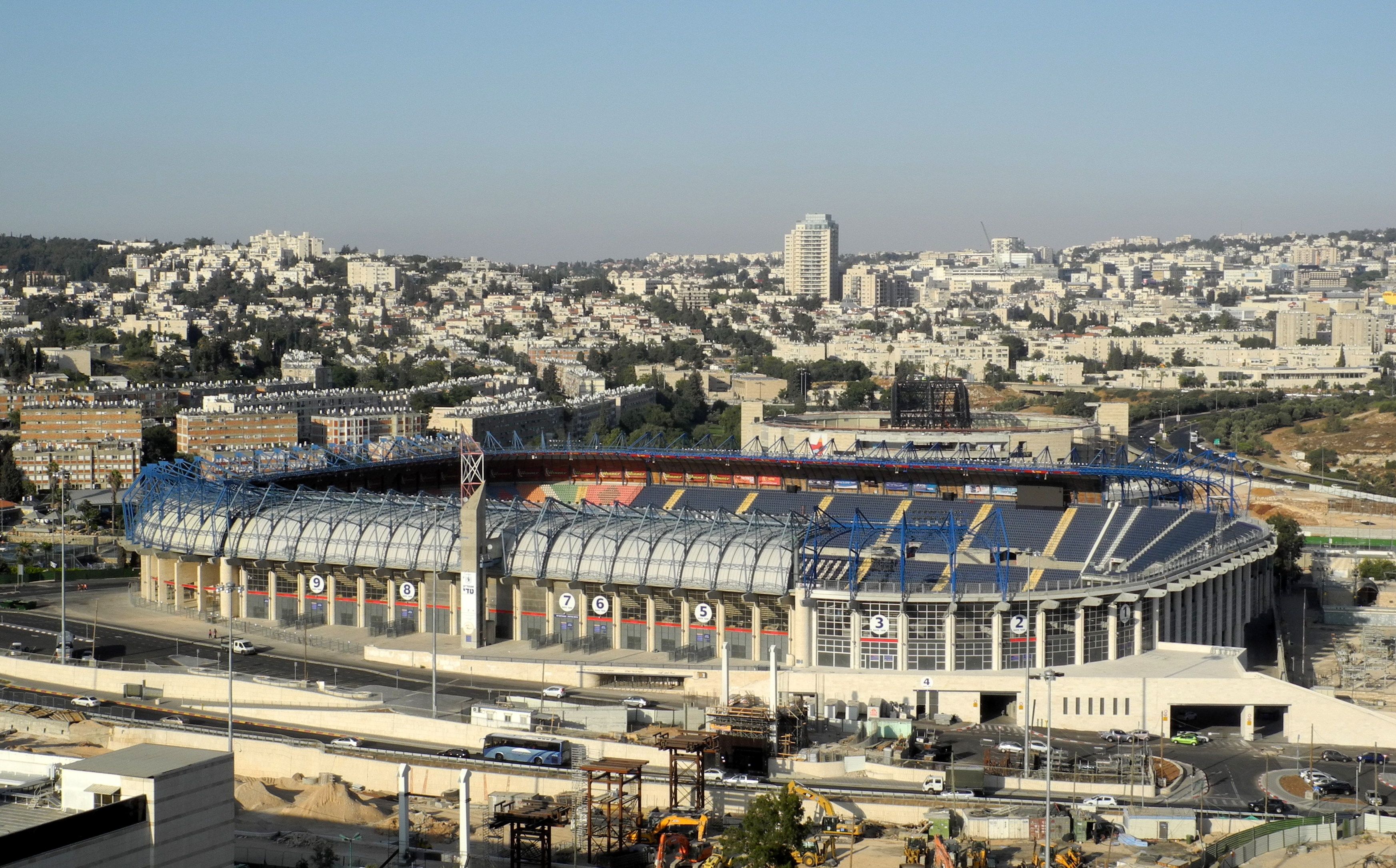
ملعب تيدي

### ملعب تيدي
ملعب تيدي هو ملعب كرة القدم الرئيسي في القدس، تم تسمية الاستاد نسبة إلى محافظ القدس منذ فترة طويلة تيدي كوليك، الذي كان في منصبه خلال وقت بنائه وكان واحدا من أبرز المدافعين عنه، تم افتتاحه في عام 1991 ويتسع 34000 شخص.
يضم الملعب أربعة أندية لكرة القدم: بيتار القدس و هابويل القدس، هابويل كاتامون القدس وأغودات سبورت نورديا القدس. يخدم الاستاد أيضا المنتخب الوطني لبعض المباريات المحلية المختارة.

### ميدان بايس القدس
ميدان القدس،أعيدت تسميته للحصول على منحة اليانصيب الوطني ميفال هابيس باسم ميدان بايس القدس، هي ميدان رياضي متعدد الأغراض تم بناؤه في القدس من قبل مجلس المدينة ومنحة اليانصيب الوطني من ميفال هابيس، تم افتتاح الميدان في سبتمبر 2014، وتقع في حي القدس الرياضي، في حي مالحا الجنوبي الغربي، بجوار استاد تيدي، تستوعب الساحة 11000 لألعاب كرة السلة و 15654 للحفلات الموسيقية.
الساحة هوة منزل نادي هابويل القدس لكرة السلة.

### مركز ايزنبرغ للتنس في القدس

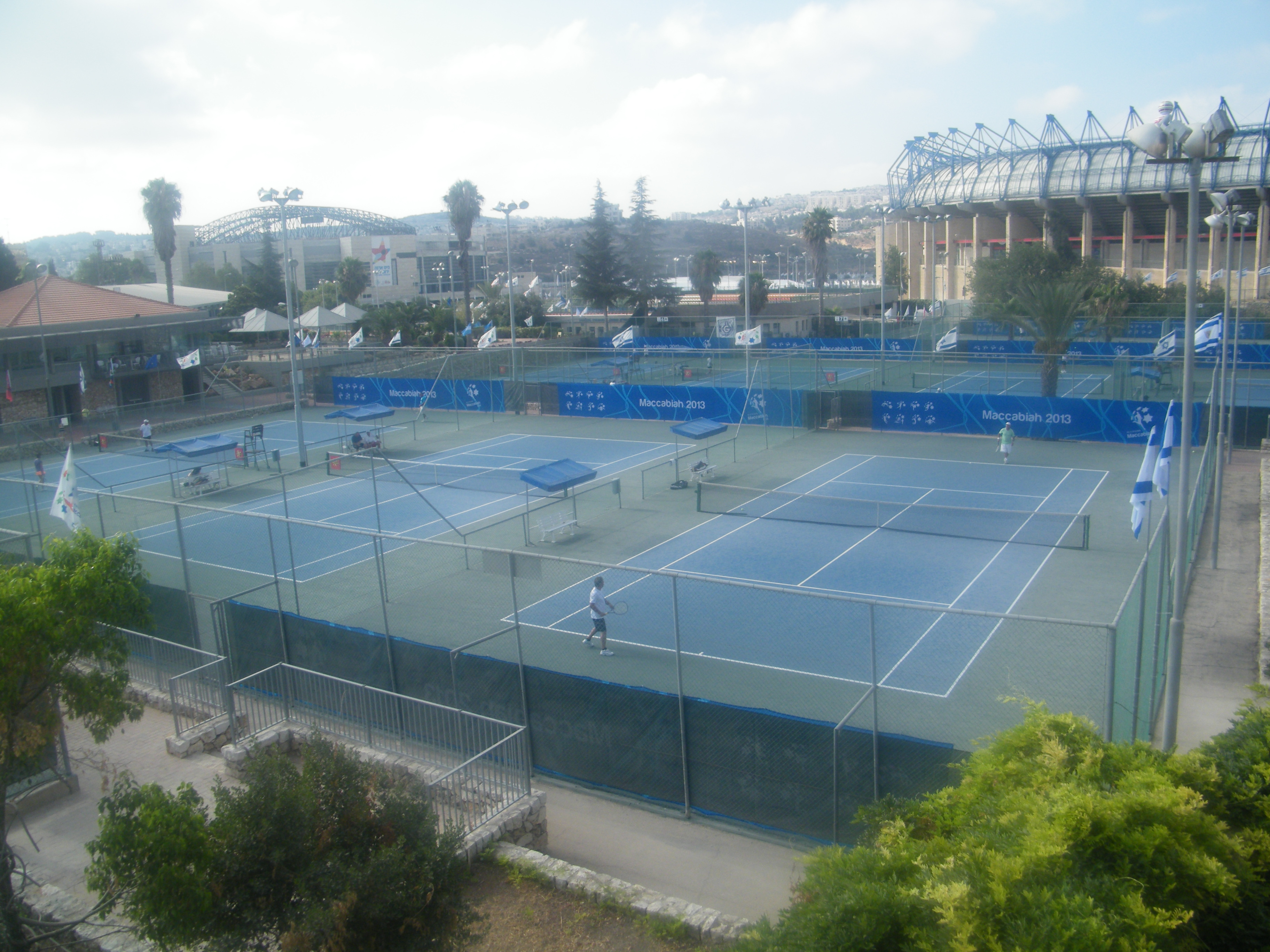
مركز ايزنبرغ للتنس القدس

تضم مراكز التنس الإسرائيلية ملاعب ومنشآت القدس في المجمع، بما في ذلك ملعب رئيسي بسعة 2000.

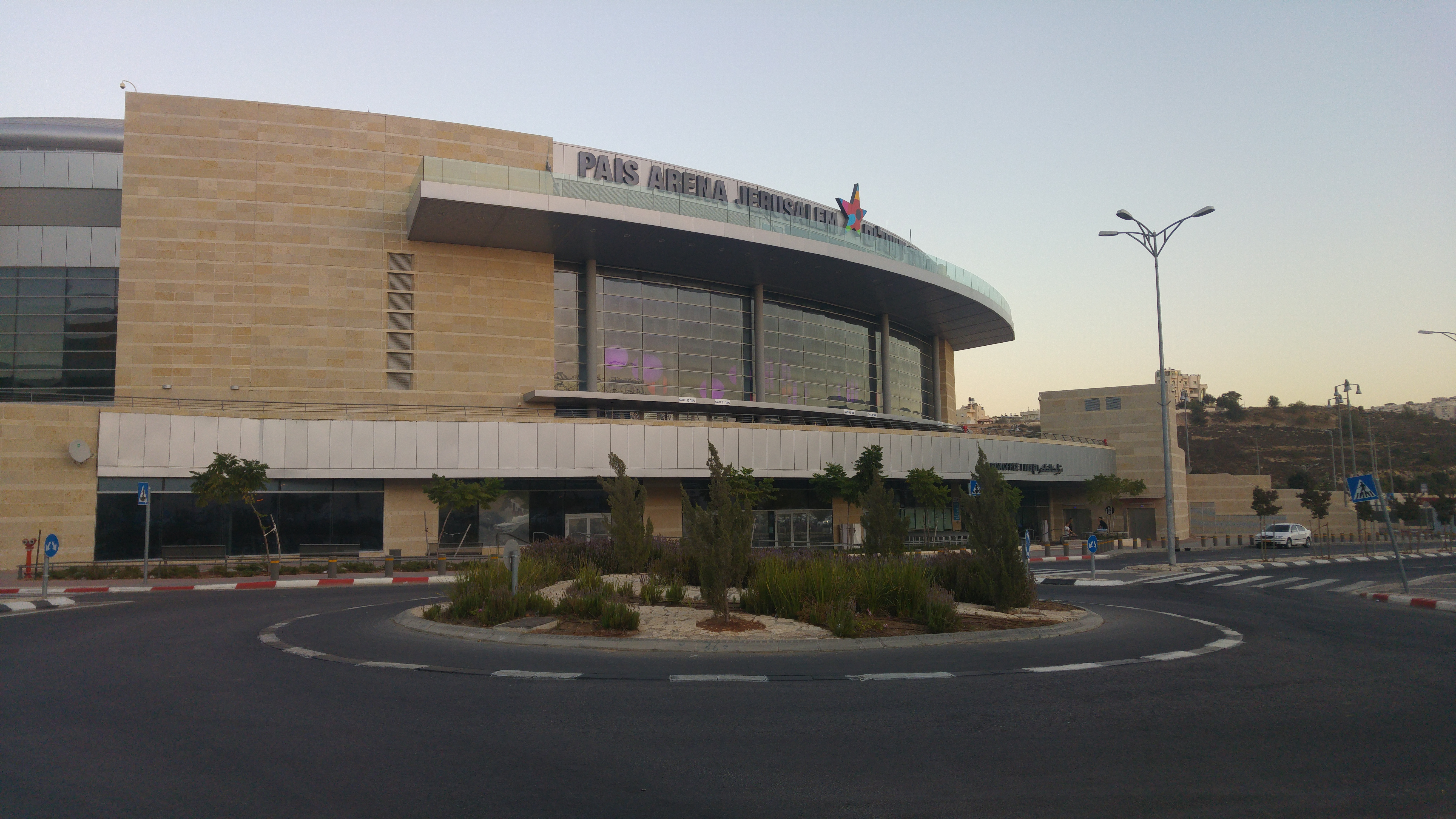
ميدان أرينا

### مول المالحة

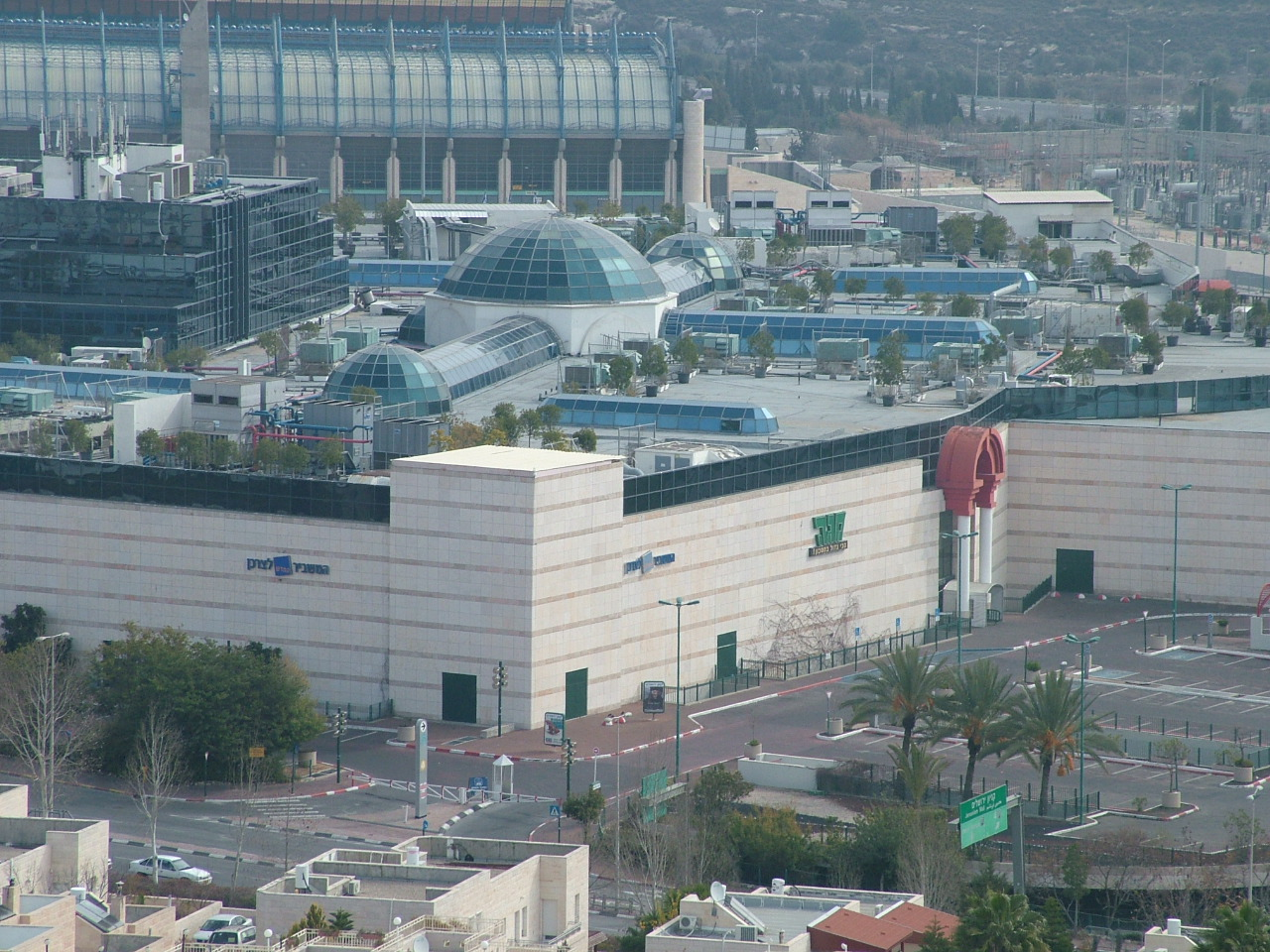
مول مالحة

مول مالحة هو مركز تسوق داخلي كبير، تم افتتاحه في عام 1993، يحتوي المركز التجاري على 260 متجرًا على 3 مستويات بمساحة تسوق تبلغ 37000 متر مربع (400,000 قدم مربع) و 3000 متر مربع (32,000 قدم مربع) من المساحات المكتبية، إنه واحد من سبعة مراكز تجارية تم بناؤها في إسرائيل بواسطة ديفيد عزريلي.

### ميزات أخرى
يستضيف المجمع أيضًا المجالات الرياضية الترفيهية في الأحياء وتسلق الصخور والمحلات والمقاهي ومسارات الدراجات والمدرسة، يجاور حديقة القدس التكنولوجية.

## وسائل النقل

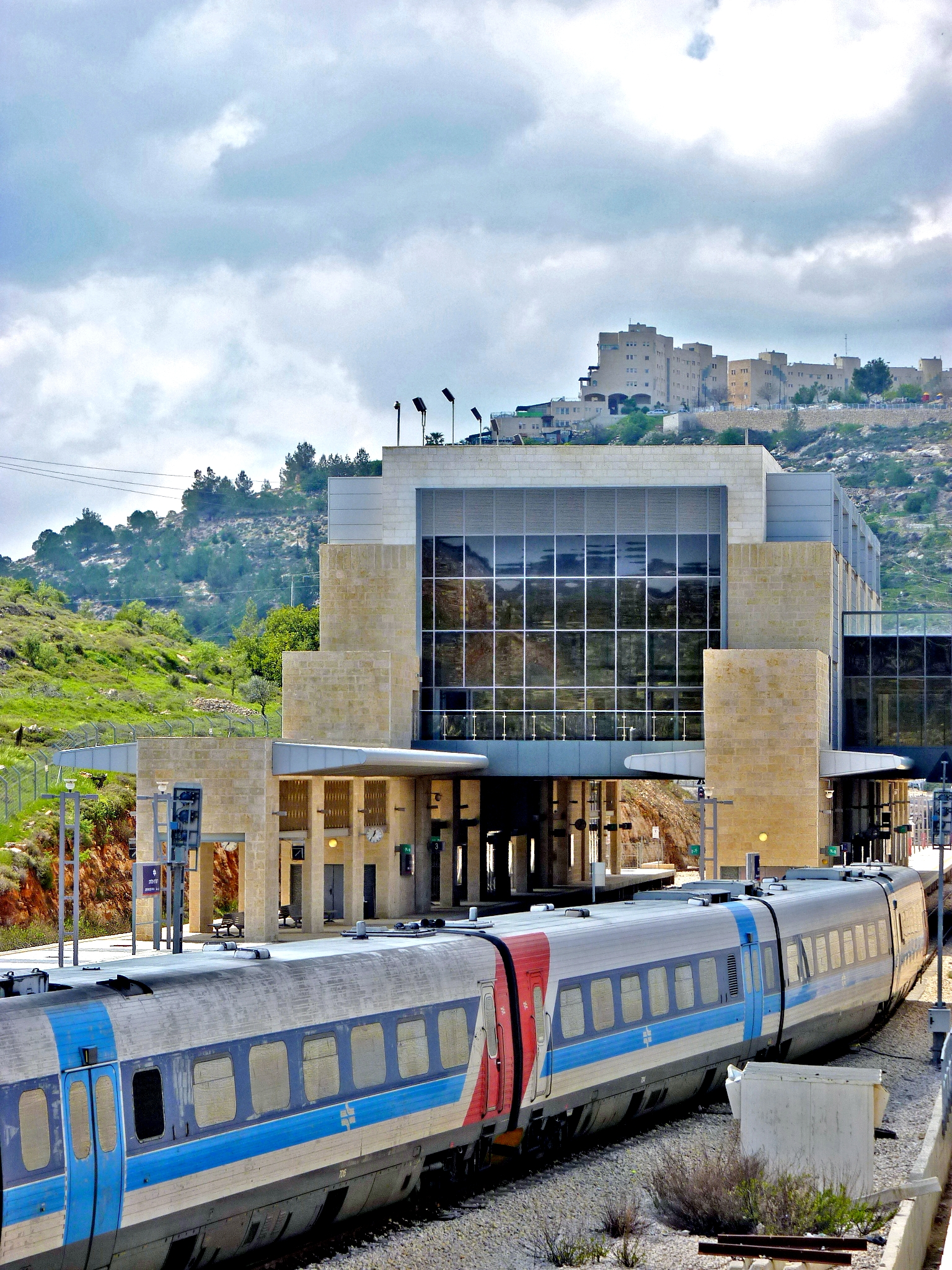
محطة قطار خفيف (القدس-مالحة)

يمكن الوصول إلى المجمع عن طريق خطوط السكك الحديدية الإسرائيلية، محطة سكة حديد القدس مالحة، أو عن طريق خطوط الحافلات إيجد التي تتوقف عند محطة في الموقع، هناك خطط لتوسيع سكك حديد القدس الخفيفة إلى مالحة والمجمع الرياضي.

## وصلات خارجية
- Jerusalem Payis Arena Info At Hapoel Jerusalem's Website